# Ордынщина
Орды́нщина — подать, собиравшаяся татаро-монголами в русских землях.

## Общие сведения
Первоначально ордынщиной называли подать, собиравшуюся русскими землями для Золотой Орды в XIII—XV веках. Позже, в XV—XVI веках этот термин был распространён на налог, который собирали (деньгами, мехом, сукном и другим товаром) правители Великого княжества Литовского с жителей городов и великокняжеских поднепровских территорий.

## Порядок взыскания
Ордынщина накладывалась на местность общей суммой, а города и веси самостоятельно решали платить ли из сбережений или проводить дополнительный сбор. Ордынщина не собиралась в тех случаях, когда проводился сбор серебщины, по сравнению с которой ордынщина была в несколько раз меньше.
В течение первой половины XVI века ордынщина на селе была повсеместно заменена уплатой серебщины, в то время как в городах продолжали платить обе подати.